# Buéa
Buéa je grad u Kamerunu, sjedište regije Sud-Ouest i departmana Fako. Glavni je grad regije unatoč tome što je Kumba veća. Leži u podnožju planine Kamerun, 65 km od Douale i 35 km od Atlantskog oceana. Od 1901. do 1919. bio je prijestolnica Njemačkog Kameruna. U gradu se još može vidjeti mnogo kolonijalnih zgrada, od kojih je najpoznatija bivša rezidencija kolonijalnog upravitelja von Puttkamera.
Uzgoj i prerada čaja glavna je djelatnost lokalnog stanovništva. University of Buea jedino je anglofonsko sveučilište u Kamerunu.
Godine 2005., Buéa je imala 90.088 stanovnika.

## Vanjske poveznice

### Ostali projekti
|  | Zajednički poslužitelj ima još gradiva o temi Buéa |